# 사랑의 결단
《사랑의 결단》(영어: The Valley of Decision)은 1945년 미국의 영화로, 테이 가넷 감독이 연출했고 그리어 가슨, 그레고리 펙이 출연한다. 마샤 대븐포트가 지은 동명 소설을 바탕으로 하였다. 19세기 말 피츠버그의 제철소를 운영하는 스콧 일가의 가족사를 다루고 있다.

## 줄거리
1870년대 미국 펜실베이니아 주 피츠버그를 배경으로, 아일랜드 출신의 젊은 하녀 메리 래퍼티는 고용주의 아들인 제철소 소유주 폴 스콧과 사랑에 빠진다. 그러나 메리의 가족과 친구들 모두 제철소 노동자들이었고, 대기업들이 지역 제철 산업을 장악하면서 노동자들은 파업을 시작한다. 폴의 가족은 제철소 매각을 거부하고, 제철소와 노동자들을 아끼는 폴은 파업 파괴자들이 투입될 것이라는 소문 속에서 노조의 폭력 사태를 막기 위해 노력한다. 폴의 형의 반대에도 불구하고, 스콧 가족, 메리와 그녀의 아버지, 노조 지도자는 합의점을 찾으려 고군분투한다. 사랑과 노동, 가족 간의 갈등 속에서 메리와 폴은 어려운 결정을 내려야만 하는 상황에 놓인다.

## 출연진
- 그리어 가슨 - 메리 래퍼티
- 그레고리 펙 - 폴 스콧
- 도널드 크리스프 - 윌리엄 스콧
- 라이어널 배리모어 - 팻 래퍼티
- 프레스턴 포스터 - 짐 브레넌
- 마샤 헌트 - 콘스턴스 스콧
- 글래디스 쿠퍼 - 클러리사 스콧
- 레지널드 오언 - 매크레이디
- 댄 듀리어 - 윌리엄 스콧 주니어
- 제시카 탠디 - 루이즈 케인
- 바버라 에베레스트 - 델리아
- 마셜 톰슨 - 테드 스콧